# 贝桑松市政厅
贝桑松市政厅（Hôtel de ville de Besançon）是一座市政厅，位于法国勃艮第-弗朗什-孔泰大区杜省省会贝桑松市中心（La Boucle）的9月8日广场，圣伯多禄堂（Église Saint-Pierre）与贝桑松法院（Palais de justice de Besançon）之间。市政厅建于1393年，建筑师理查德·梅尔（Richard Maire）于1573年改建和扩建了这座建筑。它的立面带有凸台，体现了意大利文艺复兴宫殿的风韵。直到法国大革命前，立面的大壁龛里有一尊皇帝查理五世骑着的青铜雕像 一只双头鹰（贝桑松市徽）。 
1912年12月17日，贝桑松市政厅的立面和屋顶列为法国历史遗迹。门牌为大街（Grande Rue）52号。.
2015年6月25日，贝桑松市政厅的室内被Bertrand Teyou纵火完全烧毁。2019年5月4日重新开放。